# Alburnus orontis
Alburnus orontis är en fiskart som beskrevs av Sauvage 1882. Alburnus orontis ingår i släktet Alburnus och familjen karpfiskar. IUCN kategoriserar arten globalt som starkt hotad. Inga underarter finns listade i Catalogue of Life.